# Chidóz
Chidóz is een Nederlandse restaurantketen met een Mexicaanse keuken. De keten is opgericht door ondernemers Jody de Vegt en Michel Boels.
Chidóz heeft op het menu onder andere burrito’s, quesadilla’s, taco’s en nacho's waarbij men ook compleet zelf de ingrediënten kan uitkiezen.
De eerste vestiging werd geopend in Utrecht en opende daarna ook vestigingen in Eindhoven, Nijmegen en Amsterdam. Op 13 september 2019 werd de vijfde vestiging in Haarlem geopend aan de Kruisweg nabij het station.